# 桑田佳祐のミスターポップス!
ライオン・ミュージック・ビレッジ 桑田佳祐のミスターポップス!（くわたけいすけのミスターポップス）は、1982年4月5日から1983年9月29日（各ネット局は9月30日）まで、ニッポン放送の制作によりで放送されていたラジオ番組。パーソナリティは桑田佳祐（サザンオールスターズ）。ライオンの一社提供。

## 概要
1966年8月から15年8か月続いた『フォーク・ビレッジ』に代わってスタートした『ライオン・ミュージック・ビレッジ』の第一弾番組である。桑田佳祐にとっては、1981年10月から1982年3月まで6か月間放送されていた『桑田佳祐と○○○○のなんでもスルー・ザ・ナイト』（毎週水曜日 20:00 - 21:00）に続くニッポン放送でのレギュラー番組である。各曜日、音楽を基調とした各コーナーの他、スタジオを飛び出して女子大学などでライブを行うなどの企画を行ったこともあった。
なお、本番組終了後の3か月後、桑田は『桑田佳祐のオールナイトニッポン』で約3年6か月ぶりにオールナイトニッポンに復帰する。

## 主なコーナー
ポップス最新ヒット情報
桑田佳祐のベスト3
あの名曲をいま一度 ―オールディーズの日
佳祐ワンマンバンド
- 桑田の弾き語りによる歌唱のコーナー[1]。

ご当地ソングバンザイ！
- 他

## 放送時間・ネット局
全て前番組『ライオン・フォーク・ビレッジ』のネットワークセールス体制を継承。
- ニッポン放送：月曜 - 金曜 23:00 - 23:15頃（1983年4月まで） → 月曜 - 木曜 23:30 - 23:40頃（1983年5月から）
  - 1983年4月までは『くるくるダイヤル ザ・ゴリラ』、1983年5月からは『ヤングパラダイス』の各夜ワイド番組の内包番組として放送。
- STVラジオ：月曜 - 金曜 23:45 - 24:00
- 東海ラジオ放送：月曜 - 金曜 23:30 - 23:45
- ラジオ大阪：月曜 - 金曜 22:30 - 22:45
- RKB毎日放送：月曜 - 金曜 22:15 - 22:30